# Fritz August Thiel
Fritz August Thiel (* 13. Oktober 1863 in München; † 17. März 1931 in München) war ein deutscher Dolmetscher und Generalkonsul, der in Japan im diplomatischen Dienst tätig war.

## Berufliche Entwicklung
Nach seinem Schulabschluss absolvierte Fritz August Thiel ein Studium, kombiniert mit einer Sprachausbildung für Japanisch. Bereits 1891 kam er als Dolmetscher nach Japan und wurde hier an der deutschen Gesandtschaft in Tokyo eingesetzt. Nach zwei Jahren wechselte er 1893 im gleichen Aufgabenbereich nach Kobe. Einen deutlichen beruflichen Aufstieg nahm er ab 1897, als er als amtierender Konsul in Nagasaki tätig wurde. Neben der Verantwortung am deutschen Konsulat vertrat er hier zeitgleich auch die Interessen für Italien, die Niederlande, Norwegen und Schweden. Als der amtierende Konsul Rudolf von Krencki (1848–1926) Japan 1898 verließ, übernahm Thiel für zwei Jahre die Geschäfte das Konsulat. In dieser Zeit waren einige recht schwierige Probleme zu lösen. So wurden unerwartet die genutzten Räume für die Konsulatsarbeit gekündigt. Thiel kümmerte sich, eine Lösung herbeizuführen, um mögliche Grundstücke oder Ersatzräumlichkeiten zu finden, damit die Arbeit nicht zum Erliegen kam. Seine daraus resultierenden Vorschläge schrieb er in einem 27 Seiten umfassenden Bericht an das Auswärtige Amt. Darin unterbreitete er auch den Vorschlag eines Grundstückskaufs und den Neubau eines Konsulatsgebäudes. Selbstverständlich dazu gehörend auch die Wohnmöglichkeiten für das diplomatische Personal. Nach Erhalt der Bestätigung führte er die Verhandlungen mit der Stadtverwaltung von Kobe und den Architekten.
Mitten in den Bauarbeiten ereilte Fritz August Thiel 1900 ein Ruf an die Gesandtschaft nach Tokyo, wo er dringend benötigt wurde. Inzwischen war auch der vom Auswärtigen Amt vorgesehene Nachfolger, Ferdinand Krien (1850–1924) in Kobe eingetroffen und übernahm die Geschäfte des Konsulats. Dieser weihte dann am 28. Dezember 1901 mit einem feierlichen Akt das neue Konsulatsgebäude ein. Thiel wechselte dann ab 1904 zur Deutschen Gesellschaft für Natur- und Völkerkunde Ostasiens (OAG), wo er als Bibliothekar eingesetzt wurde. Während dieser Zeit veröffentlichte er mehrere Artikel in den Mitteilungen der OAG, so beispielsweise über bestimmte Sitten und Gebräuche in Japan. Als der Konsul Ferdinand Krien 1906 in den einstweiligen Ruhestand versetzt wurde und nach Deutschland zurückkehrte, wurde Thiel in das Amt zur Führung des Konsulates gerufen. Sein unmittelbar Vertrauter und öfter zur Vertretung eingesetzter Kollege war hier der Dolmetscher Gustav Specka (* 1872). In dieser Zeit war der Geschäftsträger der deutschen Botschaft in Tokyo Arthur Alexander Kaspar von Rex (1856–1926). In Kobe verblieb Thiel bis April 1913 und wurde dann durch Emil Ohrt (1868–1934) abgelöst.
Von Kobe aus wurde Fritz August Thiel 1913 im Range eines Generalkonsuls in Yokohama eingesetzt. Er leitete das deutsche Generalkonsulat bis zum 23. August 1914, wo dann auf Grund der japanischen Kriegserklärung die diplomatische Arbeit eingestellt und Thiel das Land verlassen musste. In Deutschland eingetroffen wurde er 1915 in der Nachrichten-Abteilung des Auswärtigen Amtes in Berlin eingesetzt. Hier verblieb er bis Ende 1920. Zur Wiederherstellung der diplomatischen Beziehungen zwischen Deutschland und China kehrte Thiel 1921 nach Ostasien zurück. Hier übernahm er die Leitung des deutschen Generalkonsulats in Shanghai. Ab 1928 waren dann die diplomatischen Beziehungen wieder endgültig hergestellt und Herbert von Borch (1876–1961) nahm an der deutschen Botschaft in Peking die Geschäfte auf. Dieses Amt hatte er bis 1929 inne. Daraufhin wurde er in den Ruhestand versetzt und kehrte nach Deutschland zurück.
Am 17. März 1931 verstarb Fritz August Thiel in München.

## Publikationen
- Das Kojitso Sosho (Sammlung alter Gebräuche) des Teijo, OAG Mitteilungen Band X, 1904–1906, Teil II, S. 133ff.;
- Die volkswirtschaftliche Entwicklung Japans seit dem Ende des russisch-japanischen Krieges, OAG Mitteilungen, Band XI, 1907–1909, Teil I., S. 77ff.